# Choceň
Choceň (tjekkisk udtale: [ˈxotsɛɲ]; tysk: Chotzen) er en by i distriktet  Ústí nad Orlicí i regionen Pardubice i Tjekkiet, med omkring 8.700 indbyggere.
Landsbyerne Březenice, Dvořisko, Hemže, Nová Ves, Plchůvky og Podrážek er administrative dele af Choceň. Nová Ves og Plchůvky udgør en eksklave af kommunens område.

## Etymologi
Navnet er afledt af det personlige navn Chocen, der betyder "Chocens (retten)".

## Geografi
Choceň ligger omkring 13 km  vest for Ústí nad Orlicí og 31 km øst for Pardubice. Det højeste punkt er 354 m over havets overflade. Floden  Tichá Orlice løber gennem byen.

## Historie
Den første skriftlige omtale af Choceň er fra 1227. I 1292 var den allerede en købstad og var ejet af kong Wenceslaus 2. I begyndelsen af det 14. århundrede blev den erhvervet af Mikuláš af Potštejn, som grundlagde et slot her. Mikuláš foretog plyndrende ekspeditioner til det omkringliggende område. I 1339 erobrede Karl 4.s hær Choceň, nedrev slottet og dræbte Mikuláš.
I løbet af de næste århundreder skiftede Choceň ofte ejere. Under Zikmund af Šelmberks styre oplevede byen et boom. Her lod han bygge et slot med en stor gårdsplads i 1562. Det næste boom var under slægten Kinsky styre i det 18. århundrede. De  byggede adskillige arkitektonisk værdifulde barokke bygninger, herunder den nye kirke Sankt Frans af Assisi, præstegården og klokketårnet.
I 1845 blev jernbanen fra Prag til Olomouc via Choceň bygget. I 1875 og 1881 blev jernbanerne til Broumov og Litomyšl bygget, og Choceň blev et vigtigt jernbaneknudepunkt.

## Seværdigheder
Choceň-slottet er fra 1562 var oprindeligt en renæssancebygning, genopbygget i barokstil i 1710-1720, og derefter i sin nuværende nyklassicistiske form i 1829, efter at den blev beskadiget af en brand. Det nygotiske kapel til Jomfru Marias himmelfart blev tilføjet til slottet i 1849-1850. I dag huser slottet Orlické-museet.